# Ala Baguiyants
Ala Nikoláyevna Baguiyants –en ruso, Алла Николаевна Багиянц– (Járkov, 30 de octubre de 1938) es una deportista soviética que compitió en ciclismo en la modalidad de pista. Ganó una medalla de oro en el Campeonato Mundial de Ciclismo en Pista de 1968, en la prueba de velocidad individual.

## Medallero internacional
| Campeonato Mundial | Campeonato Mundial    | Campeonato Mundial | Campeonato Mundial   |
| Año                | Lugar                 | Medalla            | Competición          |
| ------------------ | --------------------- | ------------------ | -------------------- |
| 1968               | Montevideo ( Uruguay) | Medalla de oro     | Velocidad individual |